# Coupe Tong Yang
La Coupe Tong Yang était une compétition internationale de jeu de go. Commanditée par la banque d'investissement sud-coréenne Tong Yang, la Coupe Tong Yang a eu lieu de 1990 à 1998. La compétition est devenue internationale à partir de la 3e édition, en 1992, et a regroupé des joueurs de Corée du Sud, du Japon, de Chine, de Taïwan, et quelques joueurs d'Europe et d'Amérique.

## Vainqueurs
| Année | Vainqueur    | Finaliste        |
| ----- | ------------ | ---------------- |
| 1990  | Yang Jae-ho  | Jang Soo Young   |
| 1991  | Seo Bongsoo  | Lee Chang-ho     |
| 1992  | Lee Chang-ho | Rin Kaiho        |
| 1993  | Lee Chang-ho | Cho Chikun       |
| 1994  | Cho Hunhyun  | Yoda Norimoto    |
| 1995  | Ma Xiaochun  | Nie Weiping      |
| 1996  | Lee Chang-ho | Ma Xiaochun      |
| 1997  | Cho Hunhyun  | Kobayashi Satoru |
| 1998  | Lee Chang-ho | Yoo Changhyuk    |